# حاول تفتكرني
حاول تفتكرني، هي أغنية كتب كلماتها محمد حمزة، ولحنها بليغ حمدي، وغناها عبد الحليم حافظ.
غنى عبد الحليم هذه الأغنية في حفل الربيع في أبريل 1973، وغنى معها أغنيتين جديدتين هما رسالة من تحت الماء، ويا مالكاً قلبي.
وكان عبد الحليم قد استوحى فكرة الأغنية من التراث الخليجي، فعبارة سافر من غير وداع الواردة في الأغنية، مستوحاة من الأغاني الخليجية سافر ما ودعوني.

## لحن الأغنية
لحن الأغنية مكون من عدة كبليهات لُحِنت على المقام الموسيقي المفضل لبليغ حمدي وهو المقام بياتي.[بحاجة لمصدر]

## حاول تفتكرني وسعاد حسني
يشاع أن أغنية «حاول تفتكرني» مهداة لسعاد حسني، والتي جمعتها قصة حب بالعندليب فقط، غير الإشاعات التي قالت بزواجهم.
بعد أن فشلت للأسف جميع محاولات الصلح لعودتهما مرة أخرى الأمر الذي جعله يبعث لها برسالة في هذه الأغنية بأن تحاول أن تتذكره دائماً ولا تنساه.